# Aziz Salihu
Aziz Salihu (Pristina, 1954. május 1. –) olimpiai és Európa-bajnoki bronzérmes jugoszláv-koszovói ökölvívó.

## Pályafutása
Az 1984-es Los Angeles-i olimpián szupernehézsúlyban bronzérmet szerzett. 1981-ben Tamperében és 1985-ben Budapesten az Európa-bajnokság ugyanebben a súlycsoportban szintén bronzérmes lett.

## Sikerei, díjai
- Olimpiai játékok – szupernehézsúly
  - bronzérmes: 1984, Los Angeles
- Európa-bajnokság – szupernehézsúly
  - bronzérmes (2): 1981, Tampere, 1985, Budapest